# Albatrellus confluens
Albatrellus confluens es una especie de  hongo perteneciente a la familia Albatrellaceae. Grifolin es un principio activo anticanceroso aislado de  la seta Albatrellus confluens.

## Sinonimia
- Boletus confluens Alb. & Schwein. (1805)
- Scutiger confluens (Fr.) Bond. & Sing. (1941)
- Polyporus confluens Alb. & Schw.